# Ања (Падова)
Ања (итал. Agna) је насеље у Италији у округу Падова, региону Венето.
Према процени из 2011. у насељу је живело 2909 становника. Насеље се налази на надморској висини од 1 м.

## Становништво
Према резултатима пописа становништва 2011. у општини је живело 3.400 становника.
| 1931. | 1936. | 1951. | 1961. | 1971. | 1981. | 1991. | 2001. | 2011. |
| ----- | ----- | ----- | ----- | ----- | ----- | ----- | ----- | ----- |
| 4.748 | 5.032 | 4.835 | 3.497 | 3.069 | 3.119 | 3.085 | 3.158 | 3.400 |